# Ctenocella
Ctenocella är ett släkte av koralldjur. Ctenocella ingår i familjen Ellisellidae.

## Dottertaxa tillCtenocella, i alfabetisk ordning[1]
- Ctenocella acacesia
- Ctenocella alba
- Ctenocella andamanensis
- Ctenocella anomala
- Ctenocella atlantica
- Ctenocella aurantia
- Ctenocella aurantiaca
- Ctenocella azilia
- Ctenocella barbadensis
- Ctenocella candida
- Ctenocella cerasina
- Ctenocella ceratophyta
- Ctenocella cercidia
- Ctenocella ceylonensis
- Ctenocella corona
- Ctenocella crassa
- Ctenocella cylindrica
- Ctenocella diadema
- Ctenocella divisa
- Ctenocella elongata
- Ctenocella erythraea
- Ctenocella eustala
- Ctenocella filiformis
- Ctenocella flagellum
- Ctenocella flava
- Ctenocella flexuosa
- Ctenocella furcata
- Ctenocella glabra
- Ctenocella gracilis
- Ctenocella grandiflora
- Ctenocella grandis
- Ctenocella granulata
- Ctenocella gruveli
- Ctenocella hicksoni
- Ctenocella hystrix
- Ctenocella ixobola
- Ctenocella laevis
- Ctenocella limbaughi
- Ctenocella longata
- Ctenocella lyra
- Ctenocella maculata
- Ctenocella moniliformis
- Ctenocella nivea
- Ctenocella nuctenea
- Ctenocella pallida
- Ctenocella paraplexauroides
- Ctenocella pectinata
- Ctenocella petila
- Ctenocella plexauroides
- Ctenocella profunda
- Ctenocella quadrilineata
- Ctenocella ramosa
- Ctenocella rigida
- Ctenocella rosea
- Ctenocella rossa
- Ctenocella rossafila
- Ctenocella rubra
- Ctenocella sanctaecrusis
- Ctenocella sanguinolenta
- Ctenocella sasappo
- Ctenocella schmitti
- Ctenocella thomsoni
- Ctenocella umbraculum
- Ctenocella vermeuleni
- Ctenocella verrucosa